# Лысогорка (Теофипольский район)
Лысогорка (укр. Лисогірка) — село в Теофипольском районе Хмельницкой области Украины.
Население по переписи 2001 года составляло 683 человека. Почтовый индекс — 30613. Телефонный код — 3844. Код КОАТУУ — 6824784002.

## Местный совет
30613, Хмельницкая обл., Теофипольский р-н, с. Святец, ул. Ленина, 70, тел. 9-43-48; 9-43-62